# مرآة (أغنية)
«المرآة» هي أغنية لمغني الراب الأمريكي ليل وين يبرز فيها المغني وكاتب الأغاني الأمريكي برونو مارس. صدر مسار المكافأة الثاني على الإصدار الفاخر من ألبوم الموسيقى ثا كارتر فور(2011)، إلى محطات الراديو الحضرية المعاصرة بوصفها الأغنية السادسة والأخيرة في 13 سبتمبر 2011، بواسطة شركة التسجيلات يونغ موني، وكاش موني، وريبابليك ريكوردز. كتب واين، ومارس، وفيليب لورانس، ورامون أوين «المرآة». تولى أوين أيضًا الإنتاج مع ريو -منتجًا موسيقيًا- وسميزنكتونس. تسربت الأغنية عبر الإنترنت قبل أيام قليلة من الإصدار الرسمي للألبوم في الولايات المتحدة. أنتج المسار قبل إطلاقه بثلاث سنوات. تمكن أوين، بمساعدة مايك كارين، من إيصال المسار إلى العديد من مغنين الراب، الذين رفضوه. أحب ليل وين الأغنية بعد سماعها، أضيفت أشعاره إلى الأغاني المقتبسة لمارس الموجودة بالفعل على المسار.
أعطى نقاد الموسيقى آراءً إيجابية لأغنية «المرآة»، إذ أشادوا بمارس الرقيق السلس، والملحمي وأبيات واين الاستنباطية. قورنت أغنية الهيب هوب والراب في تكوينها بأغنية «لايتر» (2011) للمخرج باد ميتس إيفيل، ظهور مارس وأغنيته مع أغنية واين المنفردة «هاو تو لوف» (2011) من الألبوم ذاته. تصف كلماتها عيوب الحياة. وكذلك نشأة واين، وحالته الذهنية، وخيارات الماضي، والحياة الشخصية. ظهرت «المرآة» في المركز 16 على قائمة بيبلورد هوت 100 وبلغ ذروته في المركز 17 في المملكة المتحدة. بلغت ذروتها في المركز 15 على مخططات سويسرا وبلجيكا. حصلت على 3 شهادات بلاتينية في الولايات المتحدة. وفي الدنمارك، حصلت على شهادتين، ذهبية وبلاتينية.
أخرج أنطوان فوكوا الفيديو الموسيقي المصاحب، صور في نوفمبر2011، بتأثيرات بصرية أنشأتها شركة جلوريا إف إكس. يصور واين رمي الطلاء الأحمر والأسود والأبيض على جدران الغرفة لخلق لوحة غير محددة، في حين يغني مارس على قمة السلم. ينتهي الفيديو بمشهد يظهر لوحة واين، باللون الأحمر، على المفتاح الموسيقي العملاق الثلاثي حاملًا ميكروفونًا في يده اليسرى. مدح النقاد جمالياتها. أدى واين الأغنية خلال جولته في أستراليا. 

## التحرير والإنتاج
صدرت «المرآة» أغنيةً سادسة وأخيرة للألبوم. أصدرت شركة التسجيلات يونك موني، وكاش موني، وريبابليك ريكوردز المسار إلى محطات الراديو المعاصرة الأمريكية، وبدأت بإضافة المسار إلى قوائم التشغيل الخاصة بهم في 13 سبتمبر 2011، أعيد إصدار الأغنية بنفس التنسيق على محطات إيقاعية معاصرة بواسطة كاش موني، وريبابليك ريكوردز.  توفرت الأغنية في المملكة المتحدة عبر التنزيل الرقمي في 18 ديسمبر 2011.
أنتج ريو «المرآة» في إنتاج مشترك مع سميزنكتونس. كتب الأغنية ليل وين، وبرونو مارس، وفيليب لورانس، ورامون أوين. سُجلت في ستوديوهات سي إم آر الجنوبية في ميامي، فلوريدا. مُزجت الأغنية في ريكورد بلانت في لوس أنجلس، مزجها فابيان ماراشيولو مع غازي حوراني. أتقنها براين «بيك باس» غاردنر في بيرني جراند مان ماسترنك. 

## الخلفية
أنشأ رامون «ريو» أوين الآلة قبل ثلاث سنوات من إدراجها في الألبوم الموسيقي ثا كارتر فور. بمساعدة مايك كارين، استطاع الحصول على هذا التسجيل، إذ كان بالفعل برونو مارس يغني الخطاف، الذي سمعه بعض أكبر الأسماء في الصناعة ومنهم كاني ويست ودريك، وناس، لكنهم رفضوه. أحب واين المسار وقرر الاحتفاظ به. أراد ريو في البداية أن يكون المسار جزءًا من West's My Beautiful Dark Twisted Fantasy (2010) . ضُمّن في ثا كارتر الرابع لواين. شعر بأنه محظوظ لأنه حصل على كمية المواد المسجلة خلال وقت إنتاج الألبوم. ادعى أوين أنه أنتج المسار بمفرده مع سميزنكتونس مؤلفين مشاركين، ومع ذلك، فإن ملاحظات القرص المدمج تُنسب أيضًا للفريق منتجين مشاركين. وافق «ريو» على أن أبيات واين استحوذت على حس الأغنية. تسرب المسار في 25 أغسطس 2011. 